# Azmeri Haque Badhon

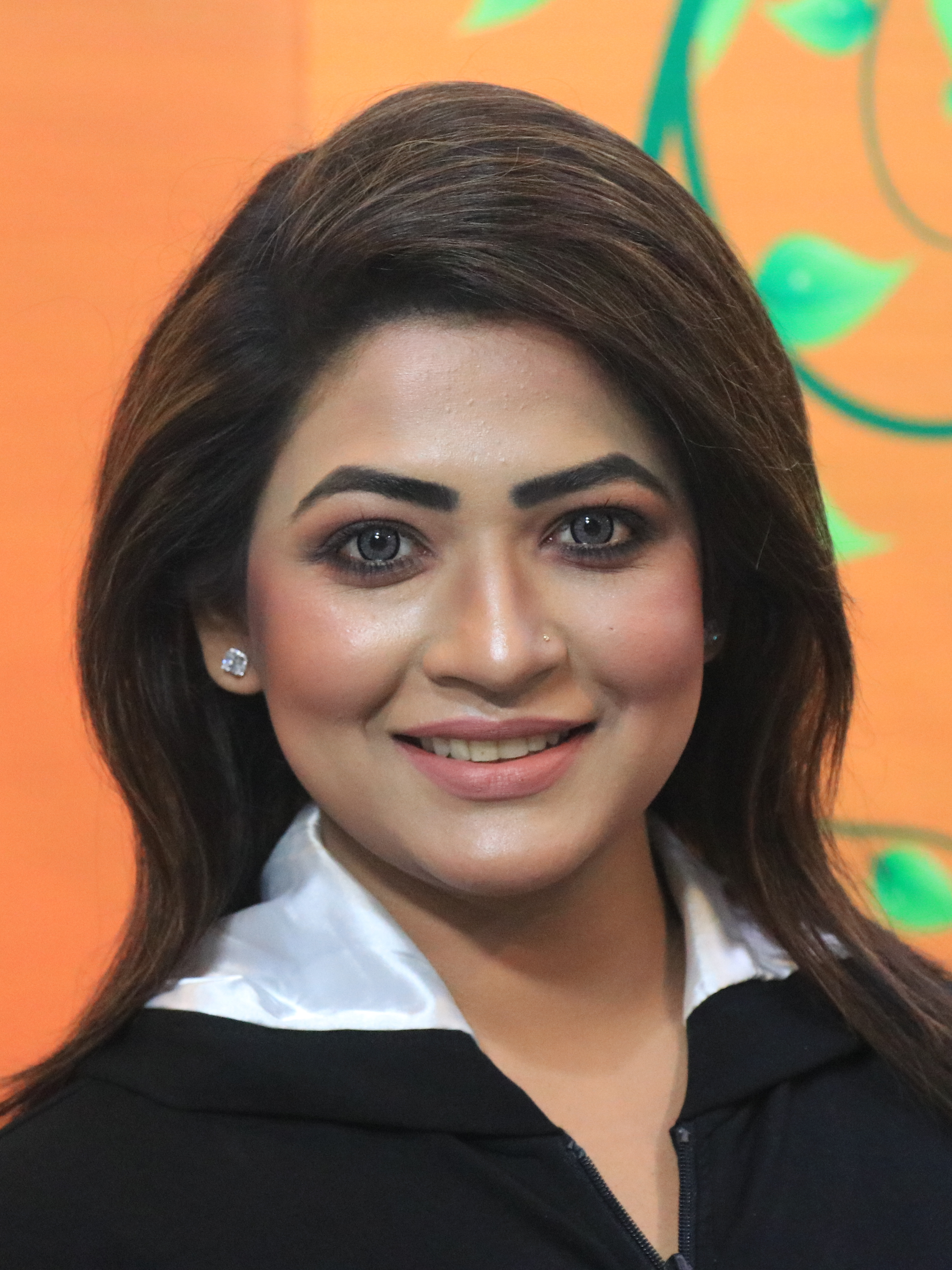
Azmeri Haque Badhon 2018

Azmeri Haque Badhon (bengalisch আজমেরী হক বাঁধন; * 28. Oktober 1983 in Dhaka) ist eine bangladeschische Filmschauspielerin, die für ihre Hauptrolle in dem Spielfilm Rehana Maryam Noor bekannt wurde.

## Leben und Werk
Azmeri Haque Badhon studierte am Bangladesh Dental College in Dhaka Zahnmedizin. Laut eigenen Aussagen stammt sie aus einer konservativen Familie und konnte weder singen noch tanzen, als sie sich für ihren ersten Schönheitswettbewerb anmeldete. Ihre Motivation sei es gewesen, den in Bangladesch sehr bekannten Autor Humayun Ahmed treffen zu wollen – die Gewinnerin der Wettbewerbs sollte in einem Film mitwirken, der nach einem seiner Bücher gedreht wurde. Sie wurde in diesem Wettbewerb Zweite und erhielt in der Folge eine Reihe von Aufträgen im Bereich Film und Fernsehen. Allerdings erlebte sie in diesem Zusammenhang auch Diskriminierung und sah vor allem aufgrund der Vorurteile in der bangladeschischen Gesellschaft die Schauspielerei bis 2017 nicht als ihren eigentlichen Beruf an.
2006 wurde sie Zweite bei den Lux Channel I Superstars nominiert.
Bereits 2010 spielte sie eine Hauptrolle in dem Film Nijhum Oronney. Bekannt wurde sie vor allem für ihre Rolle der Rehana Maryam Noor in dem gleichnamigen Spielfilm von Abdullah Mohammad Saad, der 2021 erschien und unter anderem bei den Filmfestspielen von Cannes gezeigt wurde. Im gleichen Jahr spielte sie auch die Hauptrolle in dem weniger bekannten Film Dark Room von Golam Sohrab Dodul. 2022 war sie in dem Netflixfilm Khufiya zu sehen. Azmeri Haque Badhon trat auch mehrfach in Fernsehfilmen auf.
Für ihre Rolle in Rehana Maryam Noor erhielt Azmeri Haque Badhon die Auszeichnung als beste Schauspielerin bei den Asia Pacific Screen Awards. 2022 wurde sie von der Organisation Junior Chamber International Bangladesh als eine der Women of Inspiration 2022, also eine der inspirierenden Frauen 2022 ausgezeichnet für ihre Rolle in Medien und der Unterhaltungsindustrie.
Azmeri Haque Badhon lebt in Dhaka, sie ist alleinerziehende Mutter. Neben ihrer schauspielerischen Tätigkeit ist sie Beraterin für eine gemeinnützige Jugendorganisation. Sie setzt sich für Gleichberechtigung und für die Rechte von Menschen mit einer psychischen Störung ein.